# Vrch Hazmburk
Vrch Hazmburk este o arie protejată (arie specială de conservare — SAC, sit de importanță comunitară — SCI) din Republica Cehă întinsă pe o suprafață de 31,39 ha, integral pe uscat.

## Localizare
Centrul sitului Vrch Hazmburk este situat la coordonatele 50°26′00″N 14°00′51″E / 50.433333°N 14.014167°E.

## Înființare
Situl Vrch Hazmburk a fost declarat sit de importanță comunitară în aprilie 2005 pentru a proteja 2 specii de animale. Situl a fost protejat și ca arie specială de conservare în iulie 2012.

## Biodiversitate
Situată în ecoregiunea continentală, aria protejată nu include niciun habitat protejat.
La baza desemnării sitului se află mai multe specii protejate de  nevertebrate (2): Euplagia quadripunctaria, Stenobothrus eurasius.